# Oven (Adelsgeschlecht)

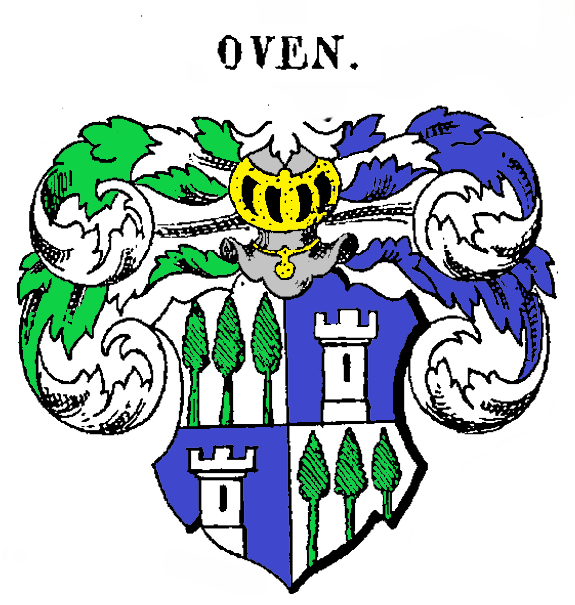
Wappen derer von Oven in Siebmachers Wappenbuch (nachkoloriert)

Oven ist der Name eines westfälisch-preußischen Adelsgeschlechts.

## Geschichte
Die Familie stammt vom Niederrhein und beginnt ihre Stammreihe mit Johann von Oven (1591–1648), seit 24. April 1614 Gutsbesitzer in Gelsenkirchen. Für Lambert von Oven (1720–1794), preußischer Generalmajor, erging in Berlin am 18. Januar 1791 die preußische Adelsanerkennung. Am 15. Oktober 1840 erfuhr Engelbert von Oven (1795–1846), preußischer Konsistorialrat in Düsseldorf, die Hebung in den preußischen Adelsstand. Ein Adelsdiplom für dessen Deszendenz wurde im Großes Hauptquartier am 22. Juni 1915 ausgestellt. Am 6. April 1935 wurde die adelsrechtliche Nichtbeanstandung des seit 1791 nachgewiesenen Adels durch Beschluss der Abteilung für adelsrechtliche Fragen in Berlin attestiert. Ein Familienverband wurde 1929 gegründet.

## Angehörige
- Friedrich von Oven (1720–1794), preußischer Generalmajor
- Carl Heinrich Engelbert von Oven (1795–1846), evangelischer Geistlicher und Autor[2]
- Charlotte von Hagn, verehel. von Oven (1809–1891), deutsche Schauspielerin der Biedermeierzeit
- Anton Heinrich Emil von Oven (1817–1903), preußischer Jurist und Politiker, Bürgermeister von Frankfurt am Main
- Karl von Oven (Landrat) (1824–1907), preußischer Landrat
- Julius von Oven (1829–1889), preußischer Verwaltungsbeamter
- Adolf von Oven (1855–1937), deutscher General der Infanterie
- Ernst von Oven (1859–1945), deutscher General der Infanterie
- Burghard von Oven (1861–1935), deutscher General der Infanterie
- Georg von Oven (1868–1938), deutscher Generalmajor[3]
- Karl von Oven (Offizier) (1888–1974), deutscher General der Infanterie
- Margarethe von Oven, verehel. Gräfin von Hardenberg (1904–1991), deutsche Widerstandskämpferin
- Wilfred von Oven (1912–2008), deutscher Journalist, Publizist und Staatsbeamter

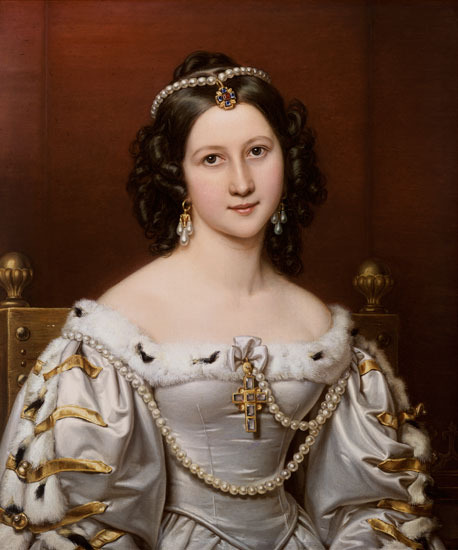
Schauspielerin Charlotte von Hagn, geb. von Oven (1809–1891)
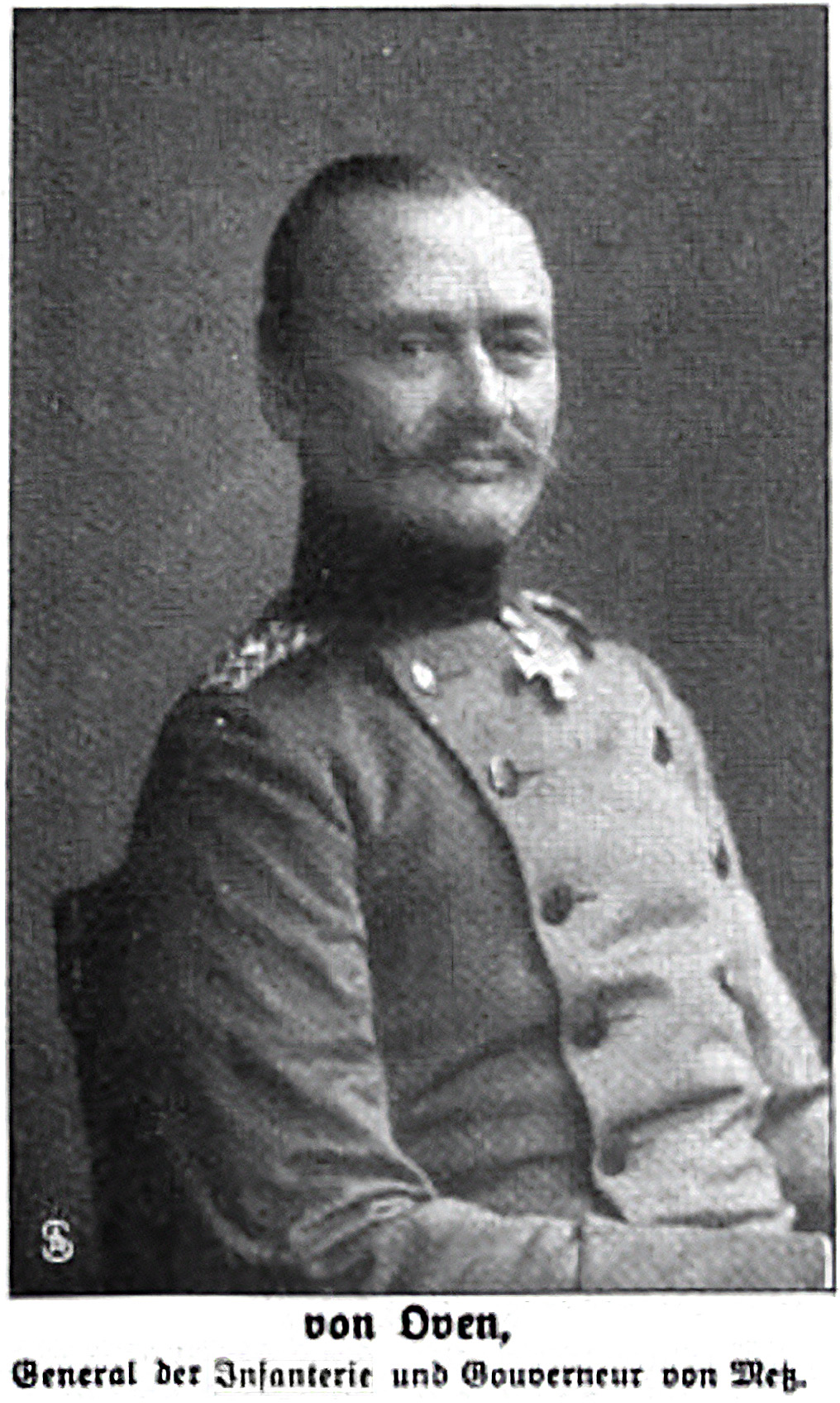
General der Infanterie Adolf von Oven (1855–1937)
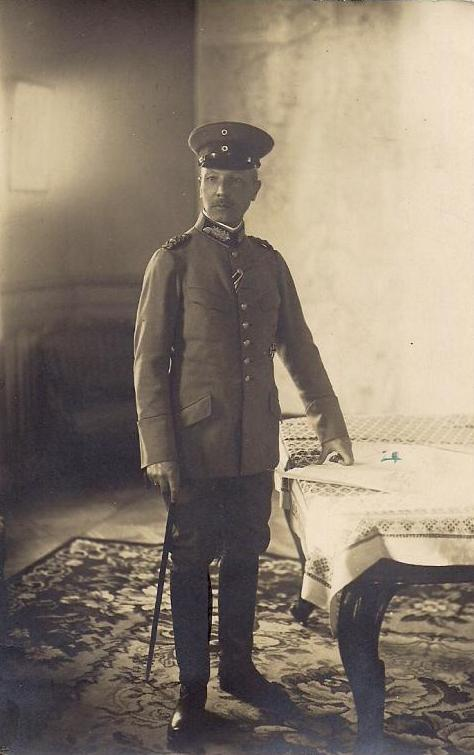
General der Infanterie Ernst von Oven (1859–1945)

## Wappen
Das Stammwappen (identisch: 1840 und 1915) ist geviert, 1 und 4 in Silber auf grünem Boden drei natürliche Bäume, 2 und 3 in Blau ein silberner Zinnenturm. Auf dem Helm mit rechts grün-silbernen, links blau-silbernen. Decken fünf grüne Bäume halbkreisförmig nebeneinander.